# Universidade Nacional Experimental del Táchira
A Universidade Nacional Experimental do Táchira, melhor conhecida como a Universidade do Táchira ou pelas suas siglas UNET, é uma instituição de educação superior pública e autónoma localizada na cidade de San Cristóbal, estado Táchira, ao sudoeste da Venezuela, sendo uma das mais importantes universidades desta região do país. Foi fundada a 27 de fevereiro de 1974 no marco de um programa para o desenvolvimento regional. Sua oferta em cursos universtários compõe-se em grande parte de carreiras afins às Engenharias e a Arquitetura.
Para 2009 contava com mais de 12 mil estudantes nas áreas de pregradução, pos graduação e extensão, ademais conta com um macroprograma de crescimento que inclui convênios com diversas empresas e instituições venezuelanas e estrangeiras.